# 소완규
소완규(蘇完奎, 일본식 이름: 小林英司, 1902년 8월 19일 ~ ?)는 일제강점기와 대한민국 건국 초기의 법조인이다.

## 생애
본관은 진주이며 전라북도 익산군의 지주 집안에서 태어났다. 중동학교 고등과를 거쳐 중국과 일본에 유학하였고, 1930년에 니혼 대학 법률과를, 1932년에는 메이지 대학 연구과를 졸업하였다.
1933년부터 변호사를 개업하여 활동하였고, 《조선일보》 감사역을 지내기도 했다. 나혜석이 최린을 상대로 정조유린 위자료청구소송을 내어 화제가 되었을 때 이 소송의 담당 변호사였다.
일제 강점기 말기에는 친일단체에서 활동한 행적이 있다. 국민동원총진회 중앙지도위원과 조선임전보국단 평의원을 지냈으며, 임전대책협의회에서 채권가두유격대를 조직했을 때 참여하여 경성부 거리에 나가 행인을 상대로 채권을 판매했다.
태평양 전쟁 종전 후에도 서울에서 변호사로 활동하면서 미군정 하에서 사법부 차장을 지냈다. 저서로 《우리 민족의 살 길》이 있다.
한국 전쟁 중 실종되어 생사를 알 수 없다. 조선민주주의인민공화국으로 납북된 것으로 추정된다.

## 사후
동생인 정치인 소선규는 대한민국에서 4선 의원을 역임하며 초대 참의원 부의장을 지냈다. 장남 소진탁은 의학박사로 기생충학의 권위자이다.
2008년 발표된 민족문제연구소의 친일인명사전 수록예정자 명단 중 친일단체 부문에 선정되었다.

## 같이 보기
- 조선임전보국단
- 소선규
- 소진탁

## 참고자료
- 소완규(蘇完奎) - 국사편찬위원회